# Hidrur de liti
L'hidrur de liti, LIH, és un compost inorgànic iònic, format per cations liti, Li+ i anions hidrur, H–. Es presenta en forma de cristalls incolors o lleugerament grisos degut a impureses. La seva estructura cristal·lina és cúbica centrada en les cares, tipus clorur de sodi.

## Preparació
S'obté mitjançant reacció del liti metall amb hidrogen gas a una temperatura entre 600 °C i 700 °C, segons la reacció:
2 Li + H₂ {\displaystyle \rightarrow } 2 LiH

## Reaccions
Destaca la reacció de l'hidrur de liti amb aigua que allibera hidrogen el qual pot produir una reacció explosiva en contacte amb l'oxigen de l'aire:
LiH + H₂O → LiOH + H₂

## Aplicacions
L'hidrur de liti té nombroses aplicacions:
- Com a dessecant.
- Com a reactiu per a la síntesi de l'hidrur d'alumini i liti, LiAlH₄, un important reductor d'aldehids a alcohols molt emprat en química orgànica.
- En generadors d'hidrogen, H₂. El LiH és l'hidrur de metall que conté un percentatge més elevat d'hidrogen (12,68%), tres vegades més que l'hidrur de sodi, NaH, per la qual cosa s'ha pensat en l'hidrur de liti per emmagatzemar hidrogen en els dipòsits de vehicle que funcionin cremant hidrogen. L'hidrogen pot ser lliberat per reacció de l'hidrur de liti amb aigua.
- En reactors nuclears com a refrigerant i com a protector.
- L'hidrur de liti on els àtoms d'hidrogen estan constituïts per l'isòtop deuteri, D, s'anomena deuteriur de liti, LiD, i fou emprat per Edward Teller i Stanislaw Ullam, en el disseny de la primera bomba d'hidrogen.